# Liste der Kulturdenkmale in Hattstedt
In der Liste der Kulturdenkmale in Hattstedt sind alle Kulturdenkmale der schleswig-holsteinischen Gemeinde Hattstedt (Kreis Nordfriesland) aufgelistet (Stand: 10. März 2025).

## Legende
In den Spalten befinden sich folgende Informationen:
- Objekt-ID: die Nummer des Kulturdenkmales
- Lage: die Adresse des Kulturdenkmales und die geographischen Koordinaten. Kartenansicht, um Koordinaten zu setzen. In der Kartenansicht sind Kulturdenkmale ohne Koordinaten mit einem roten Marker dargestellt und können in der Karte gesetzt werden. Kulturdenkmale ohne Bild sind mit einem blauen Marker gekennzeichnet, Kulturdenkmale mit Bild mit einem grünen Marker.
- Offizielle Bezeichnung: Bezeichnung des Kulturdenkmales
- Beschreibung: die Beschreibung des Kulturdenkmales
- Bild: ein Bild des Kulturdenkmales

## Mehrheit von baulichen Anlagen
| Objekt-ID | Lage                                          | Offizielle Bezeichnung | Beschreibung | Bild |
| --------- | --------------------------------------------- | ---------------------- | --- | ---- |
| 50824     | De Straat 30, 32 (54° 31′ 34″ N, 9° 1′ 15″ O) | Katen De Straat 30, 32 | Katen De Straat 30, 32; 18./19. Jh.; zwei eingeschossige langgestreckte Backsteinbauten mit weiß geschlämmten Mauerwerk unter reetgedeckten Walmdächern - Begründung: geschichtlich, städtebaulich, Kulturlandschaft prägend - Schutzumfang: Katen De Straat 30, 32 | BW   |

## Bauliche Anlagen
| Objekt-ID     | Lage                                          | Offizielle Bezeichnung            | Beschreibung | Bild                             |
| ------------- | --------------------------------------------- | --------------------------------- | --- | -------------------------------- |
| 47056         | Amtsweg 10 (54° 31′ 27″ N, 9° 1′ 45″ O)       | Amtsverwaltung                    | Amtsverwaltung; 1937; eingeschossiger, traufständiger Backsteinbau unter reetgedecktem Schopfwalmdach, breiter mittiger Spitzgiebel, zwei rundbogige Eingänge mit bauzeitlichen Holztüren - Begründung: geschichtlich, städtebaulich - Schutzumfang: gesamtes Objekt - Denkmaltyp: Bauliche Anlage                                                                                                  | BW                               |
| 5669          | Bahnhofstraße 11 (54° 31′ 48″ N, 9° 1′ 40″ O) | Bahnhof                           | Bahnhof; 1887; zweigeschossiger Backsteinbau mit Drempel unter flach geneigtem Satteldach, reiche Backsteingliederung mit Friesen und Blendbögen sowie rundbogige Fenster- und Türöffnungen - Begründung: geschichtlich, künstlerisch, städtebaulich - Schutzumfang: gesamtes Objekt - Denkmaltyp: Bauliche Anlage                                                                                  | BW                               |
| 47064         | Bundesstraße 18 (54° 31′ 32″ N, 9° 1′ 38″ O)  | Wohnhaus                          | Wohnhaus; um 1900; winkelförmiges Backsteingebäude unter Reetdach, südlicher Haupttrakt eingeschossig und traufständig mit breitem Mittelrisalit und bauzeitlicher Eingangstür sowie hölzerner Veranda, Nordflügel mit Drempelgeschoss und halbrundem Standerker - Begründung: geschichtlich, städtebaulich, Kulturlandschaft prägend - Schutzumfang: gesamtes Objekt - Denkmaltyp: Bauliche Anlage | BW                               |
| 5670 Wikidata | Gaade 18 (54° 31′ 41″ N, 9° 1′ 27″ O)         | Ehemalige Landstelle              | ehem. Landstelle; von 1750, im Kern wohl 17. Jh.; freistehender eingeschossiger Walmdachbau mit Lootor, im Wohnteil Holzgerüst mit Dachwerk geschichtlich, wissenschaftlich - Schutzumfang: gesamtes Objekt - Denkmaltyp: Bauliche Anlage | BW                               |
| 10201         | Kirchenweg 15 (54° 31′ 25″ N, 9° 1′ 27″ O)    | ehem. Armenhaus                   | ehem. Armenhaus; 1846; eingeschossiger, traufständiger Backsteinbau unter reetgedecktem Walmdach, Mauerwerk mit Mauerankern, Mittelrisalit mit Backengiebel, scheitrechte Fenster sowie halbrundes Fenster im Giebel - Begründung: geschichtlich, städtebaulich, Kulturlandschaft prägend - Schutzumfang: gesamtes Objekt - Denkmaltyp: Bauliche Anlage                                             | BW                               |
| 4075 Wikidata | Kirchenweg (54° 31′ 31″ N, 9° 1′ 14″ O)       | Kirche St. Marien mit Ausstattung | Alteintragung (Aktualisierung vorgesehen) - Begründung: geschichtlich, künstlerisch, städtebaulich - Schutzumfang: gesamtes Objekt - Denkmaltyp: Bauliche Anlage | weitere Fotos \| Fotos hochladen |
| 5663 Wikidata | Kirchenweg 26 (54° 31′ 32″ N, 9° 1′ 16″ O)    | Ehemaliges Pastorat               | Alteintragung (Aktualisierung vorgesehen) - Begründung: Alteintragung (Aktualisierung vorgesehen) - Schutzumfang: Alteintragung (Aktualisierung vorgesehen) - Denkmaltyp: Bauliche Anlage | BW                               |
| 47085         | Mittelweg 4 (54° 31′ 42″ N, 9° 1′ 31″ O)      | Geesthardenhaus                   | Geesthardenhaus; 1867; eingeschossiger langgestreckter Backsteinbau unter Reetdach, westlicher Wohnteil mit Zwerchgiebel über dem Eingang, östlich ehemaliger Stallteil mit Lootor und Stalltüren - Begründung: geschichtlich, städtebaulich, Kulturlandschaft prägend - Schutzumfang: gesamtes Objekt - Denkmaltyp: Bauliche Anlage                                                                | BW                               |
| 47086         | MIttelweg 12 (54° 31′ 42″ N, 9° 1′ 37″ O)     | Geesthardenhaus                   | Geesthardenhaus; ca. Mitte 19. Jh.; eingeschossiger langgestreckter Backsteinbau unter Reetdach, westlicher Wohnteil mit geschweiftem Zwerchgiebel über dem Eingang, östlich ehemaliger Stallteil mit Lootor - Begründung: geschichtlich, städtebaulich, Kulturlandschaft prägend - Schutzumfang: Geesthardenhaus, Lindenreihne - Denkmaltyp: Bauliche Anlage                                       | BW                               |
| 5667          | Osterwiede 4 (54° 31′ 49″ N, 9° 0′ 37″ O)     | ehem. Bauernhaus                  | ehem. Bauernhaus; ca. Mitte 19. Jh.; eingeschossiger traufständiger Backsteinbau unter reetgedecktem Walmdach, scheitrechte Fenster, über dem Eingang nach Süden sowie an der östlichen Schmalseite kleiner Giebel mit Ladeluke - Begründung: geschichtlich, städtebaulich, Kulturlandschaft prägend - Schutzumfang: gesamtes Objekt - Denkmaltyp: Bauliche Anlage                                  | BW                               |
| 2077 Wikidata | Westerwiede 5 (54° 31′ 39″ N, 9° 0′ 46″ O)    | Geesthardenhaus                   | Geesthardenhaus; 1879; langgestrecktes, traufständiges Backsteingebäude unter reetgedecktem Walmdach; Eingangsrisalit mit Zwerchhaus, segmentbogenförmige Fenster- und Türöffnungen; Backhaus mit Backsteinmauerwerk - Begründung: geschichtlich, Kulturlandschaft prägend - Schutzumfang: Geesthardenhaus, Backhaus - Denkmaltyp: Bauliche Anlage                                                  | BW                               |

## Gründenkmale
| Objekt-ID      | Lage                                    | Offizielle Bezeichnung | Beschreibung | Bild            |
| -------------- | --------------------------------------- | ---------------------- | --- | --------------- |
| 19496 Wikidata | Kirchenweg (54° 31′ 30″ N, 9° 1′ 16″ O) | Kirchhof               | Alteintragung (Aktualisierung vorgesehen) - Begründung: geschichtlich, Kulturlandschaft prägend - Schutzumfang: Kirchhof, Grabmale bis 1870, Kirchhofstor, Feldsteinwall - Denkmaltyp: Gründenkmal | Fotos hochladen |

## Quelle
- Liste der Kulturdenkmale in Schleswig-Holstein – Kreis Nordfriesland (PDF)

- Karte mit allen Koordinaten:
- OSM |
- WikiMap